# Diuris longifolia
Diuris longifolia är en orkidéart som beskrevs av Robert Brown. Diuris longifolia ingår i släktet Diuris och familjen orkidéer. Inga underarter finns listade i Catalogue of Life.